# Гечка
Гечка (словац. Hečka) — річка; ліва притока Роняви, протікає в окрузі Требишів.
Довжина приблизно 6,1—6,5 км. Витік знаходиться в масиві Земплінске Врхи — на висоті приблизно 240 метрів; схил Галовської гори.
Протікає територією сіл Лугиня і Чергов.. Впадає в Роняву на висоті приблизно 117-119 метрів.